# Вила Хермес
Вила Хермес (на немски: Hermesvilla) е дворец в парка „Лайнцер Тиргартен“ във Виена, бивш ловен парк на Хабсбургската аристокрация. Император Франц Йосиф I го подарява на жена си, императрица Елизабет (по прякор „Сиси“), и го нарича „замък на мечтите.“ Името на вилата идва от статуята на Хермес, изработена от бял мрамор, която се намира в градината ѝ. В днешно време вилата е известна със своите произведения на изкуството и природната си среда, и се използва от Виенския музей за специални изложби по история на културата.

## История
Император Франц Йосиф решава да построи вилата, първоначално наречена „Вила Валдрух“, през лятото на 1881 г. Императорът се надява, че това ще подтикне съпругата му, която пътува често, да остане във Виена. Тя е проектирана от архитекта Карл Фрайхер фон Хазенауер, а строителството ѝ продължава от 1882 до 1886 г. През 1885 г. е взето решение за преименуване на сградата на „Вила Хермес“. Самата императрица възлага на скулптора Ернст Хертер от Берлин да създаде скулптура, наречена Hermés der Wächter („Пазещият Хермес“) и указва, че тя трябва да бъде поставена в градината на вилата. Документи от Stadterweiterungsfond описват многобройните доставки на различни видове мрамор и вьолерсдорфски камък за стълбите на основната сграда. За околните здания са използвани други видове камък: твърдия манерсдорфски, алмазер, линдабрюнски, сенмаргаретенерски, както и „Кайзерщайн“.
През 1886 г. вилата и всичко около сградата, включително и сградите за конна езда и конюшните на императрица Елизабет, са завършени. От 1887 г. до убийството на Сиси през 1898 г., императорската двойка редовно прекарва известно време там всяка година в края на пролетта – от няколко дни до няколко седмици.
При планировката на мястото, император Франц Йосиф нарежда да се изравнят всички тревни площи и премахнат всички къртичини, изразявайки опасения, че в противен случай императрицата „няма да може да язди с коня си“. Край малкото езерце наблизо, е построена беседка за императрицата, но не е запазена в днешно време. Улицата, водеща към вилата, е една от първите улици във Виена с електрическо осветление, а вилата е една от първите сгради в града с телефонна връзка.
По време на руската окупация на Виена след Втората световна война – от 1945 до 1955 г., вилата е разграбена от руснаците, започва да се руши и остава в лошо състояние в продължение на няколко години. Въпреки това, през 1963 г. филмът на „Дисни“ „Чудото на белите жребци“ възвръща интереса към сградата. Това води до частна инициатива, която мотивира австрийските власти да реновират вилата, което продължава от 1968 до 1974 г. Първата изложба е открита през 1971 г. като австрийския принос към Световното ловно изложение в Будапеща. Оттогава, вила Хермес се превръща в „перла“ в центъра на 2500 хектара природен парк и е популярна туристическа дестинация, особено за хора, които се интересуват от хабсбургската култура и история и мита за Сиси като красива и нещастна императрица, която среща трагичната си съдба

## Интериор
Стенописите на Ханс Макарт, Густав Климт и Виктор Тилгнер са неразделна част от дизайна на интериора. На първия етаж са разположени личните покои на императрицата. Тя тренира всеки ден в Turnzimmer (гимнастически салон). Помещението първоначално е оборудвано с греда, лост за набирания и халки. В него има стенописи в помпейски стил от Аугуст Айсенменгер, Юго Шарлмон и Адолф Фалкенщайнер, изобразяващи различни спортове.
Задбудоара на императрицата се намира нейната спалня. За разлика от останалите помещения, тук многобройните исторически обекти са запазени, включително гигантското бароково „държавно легло“, датирано от времето на Мария Терезия, което някога се е намирало в императорската стая на пощенската станция в Щренберг, близо до Амщетен в Долна Австрия. Стенописите в спалнята са по мотиви от шекспировата пиеса „Сън в лятна нощ“ и са направени от Ханс Макарт. От спалнята вита стълба води към първия етаж и градината. В салона виси реставрираната картина „Пролет“ на Франц Мач, картини на Густав Климт и Георг Климт.
Пред вилата се намира скулптурата „Елизабет“ от Улрике Трюгер. За тази статуя, изработена през 1998 г., сложена в Лайнцер Тиргартен през 2001 г. и преместена в парка на вилата през 2006 г. художникът е използвал за централна тема „дълг – бягство – свобода“ (zwang – flucht – freiheit), отразяващи вътрешните чувства на императрицата. Тя е изработена от карарски мрамор, висока е около 2,5 метра и тежи 6,5 тона. Трюгер е искала да направи творба в противодействие на романтичния стереотип за „Сиси“.

## Конюшни
Конюшните, първоначално построени за конете на императрицата, са разположени в лявото крило на двора. Оригиналното оборудване, включително преградите и отделенията, все още до голяма степен съществуват. Между клетките за конете се намира Rondeau, перфектено кръгъл кръг от 20 метра в диаметър, в който са разтъпквали конете на императрицата при лошо време. От 1950 до 2005 г. тези постройки са били използвани като лятна конюшня за липицанските жребци на Испанското училище по езда. Жребците са получавали седем седмици почивка на това място, където ездачите им са променяли рутината на обичайната им работа, извеждайки ги за разходка в близките гори на „Тиергартен“.

## Галерия
- Вила Хермес
- Вила Хермес
- Вила Хермес
- Фонтан
- Фонтан
- Фонтан